# Hydropsyche polyacantha
Hydropsyche polyacantha är en nattsländeart som beskrevs av Li och Tian 1989. Hydropsyche polyacantha ingår i släktet Hydropsyche och familjen ryssjenattsländor. Inga underarter finns listade i Catalogue of Life.